# Elvin Bədəlov
Elvin Natiq oğlu Bədəlov (in russo Эльвин Натиг оглы Бадалов?, Ėl'vin Natig ogly Badalov; San Pietroburgo, 14 giugno 1995) è un calciatore azero con cittadinanza russa, difensore del Neftçi Baku.

## Carriera

### Club
Ha giocato nella massima serie azera e nella terza divisione austriaca.

### Nazionale
Il 13 ottobre 2020 ha esordito con la nazionale azera, disputando l'incontro pareggiato 0-0 contro Cipro, valido per la UEFA Nations League.

## Statistiche

### Presenze e reti nei club
Statistiche aggiornate al 13 aprile 2021.
| Stagione           | Squadra            | Campionato         | Campionato | Campionato | Coppe nazionali | Coppe nazionali | Coppe nazionali | Coppe continentali | Coppe continentali | Coppe continentali | Altre coppe | Altre coppe | Altre coppe | Totale | Totale |
| Stagione           | Squadra            | Comp               | Pres       | Reti       | Comp            | Pres            | Reti            | Comp               | Pres               | Reti               | Comp        | Pres        | Reti        | Pres   | Reti   |
| ------------------ | ------------------ | ------------------ | ---------- | ---------- | --------------- | --------------- | --------------- | ------------------ | ------------------ | ------------------ | ----------- | ----------- | ----------- | ------ | ------ |
| gen.-mag. 2014     | Neftçi Baku        | PL                 | 2          | 0          | CA              | 0               | 0               | -                  | -                  | -                  | -           | -           | -           | 2      | 0      |
| 2014-2015          | Neftçi Baku        | PL                 | 6          | 0          | CA              | 2               | 0               | UEL                | 1                  | 0                  | -           | -           | -           | 9      | 0      |
| 2015-2016          | Neftçi Baku        | PL                 | 19         | 0          | CA              | 5               | 0               | UEL                | 2                  | 0                  | -           | -           | -           | 26     | 0      |
| 2016-2017          | Neftçi Baku        | PL                 | 16         | 1          | CA              | 5               | 0               | UEL                | 0                  | 0                  | -           | -           | -           | 21     | 1      |
| Totale Neftçi Baku | Totale Neftçi Baku | Totale Neftçi Baku | 43         | 1          |                 | 12              | 0               |                    | 3                  | 0                  |             | -           | -           | 58     | 1      |
| 2017-2018          | Karabakh Vienna    | RL                 | 24         | 0          | -               | -               | -               | -                  | -                  | -                  | -           | -           | -           | 24     | 0      |
| 2018-feb. 2019     | Sabah              | PL                 | 0          | 0          | CA              | 1               | 0               | -                  | -                  | -                  | -           | -           | -           | 1      | 0      |
| feb.-mag. 2019     | Sumqayıt           | PL                 | 4          | 0          | CA              | 2               | 0               | -                  | -                  | -                  | -           | -           | -           | 6      | 0      |
| 2019-2020          | Sumqayıt           | PL                 | 16         | 0          | CA              | 3               | 0               | -                  | -                  | -                  | -           | -           | -           | 19     | 0      |
| 2019-2020          | Sumqayıt           | PL                 | 20         | 0          | CA              | 2               | 0               | UEL                | 1                  | 0                  | -           | -           | -           | 23     | 0      |
| Totale Sumqayıt    | Totale Sumqayıt    | Totale Sumqayıt    | 40         | 0          |                 | 7               | 0               |                    | 1                  | 0                  |             | -           | -           | 48     | 0      |
| Totale carriera    | Totale carriera    | Totale carriera    | 107        | 1          |                 | 20              | 0               |                    | 4                  | 0                  |             | -           | -           | 131    | 1      |

### Cronologia presenze e reti in nazionale
| Cronologia completa delle presenze e delle reti in nazionale ― Azerbaigian | Cronologia completa delle presenze e delle reti in nazionale ― Azerbaigian | Cronologia completa delle presenze e delle reti in nazionale ― Azerbaigian | Cronologia completa delle presenze e delle reti in nazionale ― Azerbaigian | Cronologia completa delle presenze e delle reti in nazionale ― Azerbaigian | Cronologia completa delle presenze e delle reti in nazionale ― Azerbaigian | Cronologia completa delle presenze e delle reti in nazionale ― Azerbaigian | Cronologia completa delle presenze e delle reti in nazionale ― Azerbaigian |
| Data                                                                       | Città                                                                      | In casa                                                                    | Risultato                                                                  | Ospiti                                                                     | Competizione                                                               | Reti                                                                       | Note                                                                       |
| -------------------------------------------------------------------------- | -------------------------------------------------------------------------- | -------------------------------------------------------------------------- | -------------------------------------------------------------------------- | -------------------------------------------------------------------------- | -------------------------------------------------------------------------- | -------------------------------------------------------------------------- | -------------------------------------------------------------------------- |
| 13-10-2020                                                                 | Elbasan                                                                    | Azerbaigian                                                                | 0 – 0                                                                      | Cipro                                                                      | UEFA Nations League 2020-2021 - 1º turno                                   | -                                                                          |                                                                            |
| 11-11-2020                                                                 | Lubiana                                                                    | Slovenia                                                                   | 0 – 0                                                                      | Azerbaigian                                                                | Amichevole                                                                 | -                                                                          | 46’                                                                        |
| 14-11-2020                                                                 | Baku                                                                       | Azerbaigian                                                                | 0 – 0                                                                      | Montenegro                                                                 | UEFA Nations League 2020-2021 - 1º turno                                   | -                                                                          | 67’                                                                        |
| 17-11-2020                                                                 | Lussemburgo                                                                | Lussemburgo                                                                | 0 – 0                                                                      | Azerbaigian                                                                | UEFA Nations League 2020-2021 - 1º turno                                   | -                                                                          |                                                                            |
| 24-3-2021                                                                  | Torino                                                                     | Portogallo                                                                 | 1 – 0                                                                      | Azerbaigian                                                                | Qual. Mondiali 2022                                                        | -                                                                          |                                                                            |
| 30-3-2021                                                                  | Baku                                                                       | Azerbaigian                                                                | 1 – 2                                                                      | Serbia                                                                     | Qual. Mondiali 2022                                                        | -                                                                          |                                                                            |
| 4-9-2021                                                                   | Dublino                                                                    | Irlanda                                                                    | 1 – 1                                                                      | Azerbaigian                                                                | Qual. Mondiali 2022                                                        | -                                                                          |                                                                            |
| 7-9-2021                                                                   | Baku                                                                       | Azerbaigian                                                                | 0 – 3                                                                      | Portogallo                                                                 | Qual. Mondiali 2022                                                        | -                                                                          |                                                                            |
| 11-6-2024                                                                  | Szombathely                                                                | Azerbaigian                                                                | 3 – 2                                                                      | Kazakistan                                                                 | Amichevole                                                                 | -                                                                          | 90+2’                                                                      |
| 7-6-2025                                                                   | Riga                                                                       | Lettonia                                                                   | 0 – 0                                                                      | Azerbaigian                                                                | Amichevole                                                                 | -                                                                          | 78’                                                                        |
| Totale                                                                     |                                                                            | Presenze                                                                   | 10                                                                         |                                                                            | Reti                                                                       | 0                                                                          |                                                                            |

## Palmarès

### Club

#### Competizioni nazionali
- Coppa d'Azerbaigian: 1

Neftçi Baku: 2013-2014